# Bolbitius
Bolbitius Fr. (gnojanka) – rodzaj grzybów należący do rodziny gnojankowatych (Bolbitiaceae).

## Charakterystyka
Grzyby saprotroficzne rosnące na oborniku, rzadziej na drewnie. Owocniki wysmukłe. Kapelusze o cienkim miąższu, charakterystycznie zabarwione, w stanie wilgotnym lepkie. Skórka komórkowa. Blaszki wąsko przyczepione. Trzony suche, bez pierścienia. Wysyp zarodników rdzawobrązowy. Zarodniki eliptyczne, gładkie, z porą rostkową, trama blaszek regularna (strzępki biegną równolegle).

## Systematyka i nazewnictwo
Pozycja w klasyfikacji według Index Fungorum: Bolbitiaceae, Agaricales, Agaricomycetidae, Agaricomycetes, Agaricomycotina, Basidiomycota, Fungi.
Polską nazwę podał Franciszek Błoński w 1890 r. Synonimy naukowe: Agaricus subgen. Pluteolus Fr., Pluteolus (Fr.) Gillet.
Gatunki występujące w Polsce:
- Bolbitius coprophilus (Peck) Hongo 1959[5] – gnojanka odchodowa
- Bolbitius lacteus J.E. Lange 1940[5]
- Bolbitius pluteoides M.M. Moser 1978[6]
- Bolbitius reticulatus (Pers.) Ricken – gnojanka usiatkowana
- Bolbitius titubans (Bull. Fr.) – gnojanka żółtawa

Nazwy naukowe na podstawie Index Fungorum. Wykaz gatunków i nazwy polskie według Władysława Wojewody i innych.